# Atys (opéra)
Pour les articles homonymes, voir Atys.
Représentations notables
- 1986, reprise en 2011, par Les Arts florissants de William Christie

Atys, LWV. 53, est une tragédie en musique composée par Jean-Baptiste Lully sur un livret de Philippe Quinault, créée en 1676 à Saint-Germain-en-Laye. L'œuvre comprend cinq actes précédés par un prologue. Le livret s'inspire des Fastes d'Ovide (vers 15 ap. J.-C.).

## Historique
Jean-Baptiste Lully et Philippe Quinault collaborent déjà depuis plusieurs années pour la création de plusieurs tragédies lyriques. Atys est la quatrième manifestation de leur travail commun, au sein des onze ouvrages du genre qu'ils vont produire ensemble. Le roi, en plus d'avoir suggéré le thème au librettiste, s'implique dans la création de la tragédie, cristallisant ainsi la volonté d'extraire le genre de l'influence italienne. Atys est destiné au divertissement « du plus grand des Héros », Louis XIV. Déjà joué depuis le mois d'août 1675 à Paris, l'ouvrage est créé devant le roi dans la Salle des Ballets du château de Saint-Germain-en-Laye le 10 janvier 1676 pour une dizaine de représentations. Il est repris dans la même ville devant le roi en janvier 1678 avec les mêmes interprètes puis en janvier 1682, avec une nouvelle distribution.
Cet opéra est aussi appelé « l’opéra du roi », tant Louis XIV l’appréciait et chantait souvent pour lui-même des airs de cette œuvre. Le clou du spectacle se situe à l’acte trois avec le merveilleux passage du « sommeil » d’Atys, et des airs des songes agréables. Le Roi Soleil se reconnaissait, disait-on, « dans cet Atys insensible à l’amour ; que Cybèle ressemble fort à la reine, et Sangaride à Mme de Maintenon. »
« Le Conseil à ses yeux a beau se présenter, 

Sitôt qu'il voit sa chienne il quitte tout pour elle. 

Rien ne peut l'arrêter, 

Quand le beau temps l'appelle. »

Louis XIV, chantant sur un air d’Atys après avoir renvoyé son Conseil pour partir à la chasse, le 20 février 1685. La partition est publiée en 1689 chez Ballard.

### Influence et postérité
Atys est le premier opéra à mettre l'amour au centre de l'intrigue, et la première tragédie en musique où le héros meurt en scène. Œuvre très marquée par les conventions, elle introduit en contrepoint la poésie du sentiment et le lyrisme du drame pour narrer le désarroi de la jeunesse confrontée à un monde d'intransigeance et de sacrifice. Dans l'Avant-scène Opéra, le musicologue Jean Duron insiste sur les qualités dramatiques: « Atys en effet n’est pas un opéra, mais une tragédie-lyrique dont le maître d’œuvre n’est pas le musicien (Lully), mais le poète (Quinault) – il ne s’agit pas non plus d’un livret, mais d’une tragédie. ».
L'ouvrage est très régulièrement joué en France, en particulier au Palais Royal, durant les décennies qui suivent sa création. Plusieurs parodies de l'opéra voient le jour : en 1710 Dominique compose et fait jouer Arlequin d'Atys à la Foire Saint Germain ; au Théâtre Italien, on joue en 1726 un autre Arlequin d'Atys du compositeur Ponteau. En 1780 Nicolò Piccinni compose Atys, tragédie lyrique, sur un livret de Jean-François Marmontel d'après Philippe Quinault, en réduisant l'ouvrage à trois actes et modifiant la fin, laissant les héros vivre.

## Argument

### Prologue
Le Temps, suivi du chœur des Heures, célèbre la gloire éternelle de Louis XIV, le plus grand des héros. Flore, déesse du printemps, s’avance avec une troupe de nymphes, qui portent divers ornements de fleurs, conduite par un des Zéphirs. Elle se plaint de ne jamais pouvoir rendre ses hommages au roi, qui part en mars pour la guerre, et désire se joindre au Temps.
Melpomène, muse de la Tragédie, vient accompagnée d’une troupe de héros parmi lesquels Hercule et Antée, Castor et Pollux, Idas et Lyncée, Étéocle et Polynice. Soucieuse d’aplanir toutes les royales préoccupations, elle chasse ces tristes ombres qui rappellent trop à Louis son devoir, et elle propose de lui narrer l’histoire du bel Atys, afin de le divertir quelques instants. Les héros recommencent leurs anciennes querelles : Hercule lutte avec Antée, Castor et Pollux contre Lyncée et Idas, Étéocle contre Polynice. Iris, par l’ordre de Cybèle, vient accorder Melpomène et Flore. La suite de Melpomène s’accorde à la suite de Flore.

### Acte I
Atys presse les Phrygiens endormis de préparer l’arrivée imminente de la déesse Cybèle. Son ami Idas se moque de l’exaltation d’Atys, en lui demandant s’il ne serait pas amoureux, lui qui se vante de ne pouvoir l’être. Atys finit par avouer que son cœur subit les assauts de l’amour. Sangaride paraît, exaltée comme Atys, mais d’autres raisons l’animent : on fête aujourd’hui son mariage avec le roi de Phrygie, Célénus, et Cybèle, reine des dieux, a promis de rehausser cette noce du lustre de sa présence. Atys se méprend sur l’exaltation de Sangaride, et réaffirme qu’il est insensible à l’amour.
Sangaride, restée seule avec sa confidente Doris, se lamente d’aimer en secret cet Atys qui ne veut ni ne peut aimer, et se résigne à une destinée qui lui répugne. Atys annonce l’arrivée des Phrygiens. Il se réjouit de l’union prochaine de Sangaride et Célénus, tout en assurant qu’elle provoquera sa mort. Il finit par avouer à Sangaride son amour. Sangaride, à son tour, lui révèle son amour. Tous deux se lamentent de leur amour impossible. Atys tente de se convaincre que la liberté vaut plus que la beauté. Atys et Sangaride s’avancent vers la montagne au-devant de la déesse, pour l’accueillir. Ballet des Phrygiens. La déesse Cybèle arrive. Les Phrygiens lui témoignent joie et respect. Cybèle annonce qu’elle va choisir le Sacrificateur, et demande qu’on l’aime, en plus de l’honorer.

### Acte II
Célénus attend en compagnie d'Atys que Cybèle ait fait son choix. Célénus se flatte à l’avance de la puissance que ce rôle lui conférera. Il interroge Atys sur le trouble qu’il croit avoir remarqué chez Sangaride. Atys le rassure, mais sans pouvoir totalement l’assurer de l'amour de Sangaride. Célénus envoie Atys vérifier les préparatifs des noces. Cybèle, accompagnée de ses prêtresses, vient annoncer à Célénus qu’elle a choisi Atys comme Grand Sacrificateur.
Célénus masque sa déception. Cybèle avoue à Mélisse qu’elle est éprise d’Atys, et qu’elle a décidé de le lui faire savoir en provoquant son sommeil. Elle ordonne à Mélisse de prévenir le Sommeil et les Songes. Les Zéphyrs paraissent dans une gloire élevée et brillante. Les peuples viennent de tout pays, pour honorer le choix de Cybèle. Ils entrent dans le temple et honorent Atys, en le reconnaissant pour le Grand Sacrificateur de Cybèle. Chœur des Peuples et des Zéphyrs, et Chœur des Nations.

### Acte III
Atys se lamente, estimant que l’amour le rend malheureux. Idas survient avec sa sœur Doris. Ils annoncent que Sangaride est décidée à avouer leur amour à Cybèle. Atys est partagé entre l’espoir et la crainte de trahir Célénus. Il finit par se rendre aux arguments d’Idas et Doris et leur demande de faire venir Sangaride. Resté seul, Atys accepte peu à peu l’idée de trahison, puis tombe dans le sommeil.
Le Sommeil apparaît, avec Morphée, Phobétor, Phantase.
Les Songes agréables s’approchent d’Atys, et par leurs chants et leurs danses lui font connaître l’amour de Cybèle et le bonheur qu’il doit en espérer. Les Songes funestes s’approchent à leur tour autour de lui, et le menacent de la vengeance de Cybèle s’il méprise son amour et ne l’aime pas avec fidélité. Atys, épouvanté, se réveille en sursaut. Le Sommeil et les Songes disparaissent avec l’antre. Cybèle assiste au réveil d’Atys, et lui confirme que les songes lui parlaient en son nom. Atys, surpris, ne peut que l’assurer de son respect et de sa reconnaissance.
Sangaride survient et se jette aux pieds de Cybèle, mais Atys l’interrompt chaque fois qu’elle commence à lui parler. Atys demande à Cybèle que Sangaride soit libérée de l’union avec Célénus, pour pouvoir se consacrer à la déesse. Cybèle promet d’intervenir auprès de Sangar, le père de Sangaride, précisant qu’elle le fait pour Atys, l’objet de son amour. Cybèle est ulcérée de l’indifférence d’Atys, et finit par décider de se venger en séparant Atys et Sangaride.

### Acte IV
Sangaride se lamente, en présence de Doris et Idas, n’ayant pas compris l’attitude d’Atys en présence de Cybèle. Célénus vient voir Sangaride, et lui déclare qu’il souhaite être aimé d’elle. Sangaride lui répond qu’elle ne peut lui donner que l’obéissance. Célénus remarque le trouble de Sangaride à l’arrivée d’Atys. Impatient, il va à la rencontre des parents de Sangaride. Atys fait état de ses remords à l’endroit de Célénus. Mais Sangaride lui annonce qu’elle est décidée à épouser le roi.
Tous deux s’accusent mutuellement de trahison. Ils finissent par s’expliquer et, comprenant leur méprise, se promettent un amour éternel. Le Dieu du fleuve Sangar fait approuver le choix de Célénus comme époux de Sangaride par le chœur des dieux de fleuves, du chœur des divinités de fontaines et de ruisseaux. Il appelle aux réjouissances. Ballet. Atys vient annoncer que Cybèle s’oppose à l’union de Sangaride et Célénus. Il suscite l’incompréhension de Célénus. Atys se retranche derrière l’autorité de Cybèle et se fait enlever avec Sangaride par les Zéphyrs.

### Acte V
Célénus vient demander des explications à Cybèle. Celle-ci lui avoue qu’elle vient de surprendre les deux amants et qu’ils ont été tous les deux trahis. Cybèle décide de se venger. Atys et Sangaride sont confrontés à Cybèle et Célénus. Ceux-ci refusent toute grâce. Cybèle fait surgir des enfers la Furie Alecton, tenant à la main un flambeau qu’elle secoue sur la tête d’Atys dont l’esprit s’égare. Atys confond Cybèle et Sangaride, puis prend Sangaride pour un monstre, la poursuit et la tue avec le couteau sacré. Célénus qui n’a pu intervenir, se lamente et s’estime trop vengé.
Atys revient à la raison. Cybèle lui montre le corps de Sangaride et lui annonce qu’il est l’auteur de sa mort. Atys est désespéré et suit le corps de Sangaride que l’on emporte. Cybèle commence à avoir des remords, mais trop tard. Idas arrive en soutenant Atys qui s’est poignardé. Cybèle se rend compte que sa vengeance était trop cruelle. Elle décide de transformer Atys en pin, arbre aimé de la déesse. Atys a pris la forme d’un pin. Cybèle convie les divinités des bois et des eaux, et les Corybantes à pleurer la triste fin d’Atys, et demande que l’arbre sacré soit révéré. Cybèle exprime sa douleur, reprise par les chœurs.

## Rôles
| Rôle                                               | Tessiture    | Création (1676)           | Reprise (1987)                       | Reprise (2009)    | Reprise (2010)        | Reprise (2011)      |
| Prologue                                           | Prologue     | Prologue                  | Prologue                             | Prologue          | Prologue              | Prologue            |
| -------------------------------------------------- | ------------ | ------------------------- | ------------------------------------ | ----------------- | --------------------- | ------------------- |
| Melpomène, muse de la tragédie                     | soprano      | Mlle Beaucreux            | Brigitte Lafon                       |                   |                       |                     |
| Le Temps                                           | baryton      | François Beaumavielle     | Bernard Deletré                      |                   |                       |                     |
| Flore                                              | soprano      | Marie Verdier             | Monique Zanetti                      |                   |                       |                     |
| Iris                                               | soprano      | MlleDesfronteaux          | Anne Crabbe-Pulcini                  |                   |                       |                     |
| Un Zéphyr                                          | haute-contre | M. de La Grille           | Jean-Paul Fouchécourt/Gilles Ragon   |                   |                       |                     |
| Danseurs                                           |              |                           |                                      |                   |                       |                     |
| Pièce                                              |              |                           |                                      |                   |                       |                     |
| Atys, un berger                                    | haute-contre | Bernard Clédière          | Guy de Mey/Howard Crook              | Sebastian Monti   | Romain Champion       | Bernard Richter     |
| Sangaride, une nymphe et la fille du fleuve Sangar | soprano      | Marie Aubry               | Agnès Mellon/Ann Monoyios            | Sterenn Boulbin   | Bénédicte Tauran      | Emmanuelle de Negri |
| Cybèle, une déesse                                 | soprano      | Mlle de Saint-Christophle | Guillemette Laurens/Jennifer Smith   | Caroline Chassany | Amaya Dominguez       | Stéphanie d'Oustrac |
| Célénus, roi de Phrygie                            | basse        | Jean Gaye                 | Jean-François Gardeil/Nicolas Rivenq | Romain Beytout    | Aimery Lefèvre        | Nicolas Rivenq      |
| Idas, frère de Doris, ami d'Atys                   | basse        | M. Morel                  | Daniel Salas                         |                   | Matthieu Heim         | Marc Mauillon       |
| Doris, sœur d'Idas, confidente de Sangaride        | soprano      | Marie-Madeleine Brigogne  | Françoise Semellaz                   |                   | Maud Ryaux            | Sophie Daneman      |
| Le fleuve Sangar                                   | basse        | M. Godonesche             | Bernard Deletré                      |                   |                       | Bernard Deletré     |
| Le Sommeil                                         | haute-contre | M. Ribon                  | Gilles Ragon                         |                   |                       | Paul Agnew          |
| Morphée                                            | haute-contre |                           | Jean-Paul Fouchécourt                |                   | Vincent Lièvre-Picard | Cyril Auvity        |
| Phobétor                                           | basse        |                           | Bernard Deletré                      |                   |                       | Callum Thorpe       |
| Phantase                                           | ténor        |                           | Michel Laplénie                      |                   |                       |                     |
| Mélisse                                            | soprano      | Mlle Bony                 | Noémi Rime                           |                   | Maïlys de Villoutreys |                     |

À la création, Lully disposait de 77 musiciens, issus de l'Académie royale de musique, la Petite Bande, les Douze Grands Hautbois, la Chapelle royale et l'Écurie du Roy et les Vingt-quatre violons. Les ballets étaient dansés par MM. Louis-Hilaire d’Olivet et Beauchamps. On trouve également une mention de la présence du compositeur Marin Marais dans le petit chœur.

## Reprises actuelles

### Les Arts florissants
L'opéra est repris en décembre 1986 puis en 1987 à l’occasion du tricentenaire de la mort de Lully, dans une coproduction entre l'Opéra de Paris, le Teatro comunale di Firenze et l'Opéra de Montpellier. La direction musicale est assurée par William Christie et la mise en scène par Jean-Marie Villégier ; Les Arts florissants forment le chœur et l'orchestre. Le spectacle connaît un succès retentissant, marquant un tournant dans ce qui sera appelé a posteriori le renouveau de l'opéra baroque et faisant rapidement gravir Les Arts Florissants au rang d'institution en ce qui concerne l'opéra baroque français. Ne subsiste du spectacle en lui-même qu'une bande (jamais commercialisée) réalisée par FR3 pour une reprise du spectacle à l'opéra de Montpellier. Un enregistrement en studio réalisé par Harmonia Mundi est toutefois disponible en CD avec Guy de Mey, Agnès Mellon, Guillemette Laurens et Jean-François Gardeil dans les rôles principaux. La production de 1986-1987 est ensuite reprise en 1991 et 1992.
En mai 2011, une reprise du spectacle de 1987 est donnée, sous l'impulsion d'un mécène nord-américain, à l'Opéra-comique. William Christie et Jean-Marie Villégier assurent à nouveau la direction musicale et la mise en scène, et Les Arts Florissants forment à nouveau le chœur et l'orchestre. Une captation de la reprise de 2011 réalisée par François Roussillon est disponible en DVD et Blu-Ray chez Fra/Opéra Comique.

### Autres représentations
Hugo Reyne, présent dans la version de 1987 en tant que flûtiste, a enregistré sa propre version de l'œuvre en 2009 (dans la lignée de concerts tenus en août) pour la maison de disques Musique à la Chabotterie. L'orchestre et le chœur sont ici ceux de La Simphonie du Marais. En janvier 2010, Atys est donné au Mégaron d'Athènes sous la direction de Iákovos Pappás dans une mise en scène de Vassilis Anastasiou.
En mars 2022, Atys est repris au Grand Théatre de Genève dans le cadre d'une co-production avec l’Opéra royal de Versailles. La direction d'orchestre de Cappella Mediterranea est assurée par Leonardo García Alarcón et la mise en scène moderne du danseur et chorégraphe Angelin Preljocaj  décors créés par Prune Nourry et de costumes imaginés par Jeanne Vicérial.
L'opéra royal de Versailles a, à son tour accueilli cet Atys en ses murs le 22 mars 2022. L'une des représentations a été filmée et est actuellement diffusée par France TV. Leonardo García-Alarcón a ensuite enregistré cette version pour le disque au Grand Manège de Namur avec le Chœur de Chambre de Namur et Cappella Mediterranea. Un coffret CD/DVD/Blu-Ray est paru en 2025 au label Château de Versailles Spectacles.

## Discographie
- William Christie (dir.), 2011, éditions Fra/Opéra Comique, 2 DVD/Blu-Ray. Chœur et Orchestre : Les Arts Florissants.
- Hugo Reyne (dir.), 2010. Atys, éditions "Musiques à la Chabotterie" (cf. J.-B. Lully : Atys - Simphonie du Marais - Hugo Reyne) Chœur et orchestre: La Simphonie du Marais
- William Christie (dir.), 1987. Atys, éditions Harmonia Mundi (cf. harmonia mundi) Chœur et orchestre : Les Arts Florissants
- Leonardo García-Alarcón (dir.), 2025. Atys, label Château de Versailles Spectacles, coffret CD/DVD/Blu-Ray. Chœur du Grand Théâtre de Genève (DVD/Blu-Ray), Chœur de Chambre de Namur, Cappella Mediterranea